# Shenzhou (Hebei)
Shenzhou (深州市S, ShēnzhōuP) è una città-contea della Cina, situata nella provincia di Hebei e amministrata dalla prefettura di Hengshui.